# Pinarayi
Pinarayi è una suddivisione dell'India, classificata come census town, di 15.828 abitanti, situata nel distretto di Kannur, nello stato federato del Kerala. In base al numero di abitanti la città rientra nella classe IV (da 10.000 a 19.999 persone).

## Geografia fisica
La città è situata a 11° 48' 57 N e 75° 28' 06 E.

## Società

### Evoluzione demografica
Al censimento del 2001 la popolazione di Pinarayi assommava a 15.828 persone, delle quali 7.471 maschi e 8.357 femmine. I bambini di età inferiore o uguale ai sei anni assommavano a 1.453, dei quali 721 maschi e 732 femmine. Infine, coloro che erano in grado di saper almeno leggere e scrivere erano 13.677, dei quali 6.606 maschi e 7.071 femmine.